# Kalesche

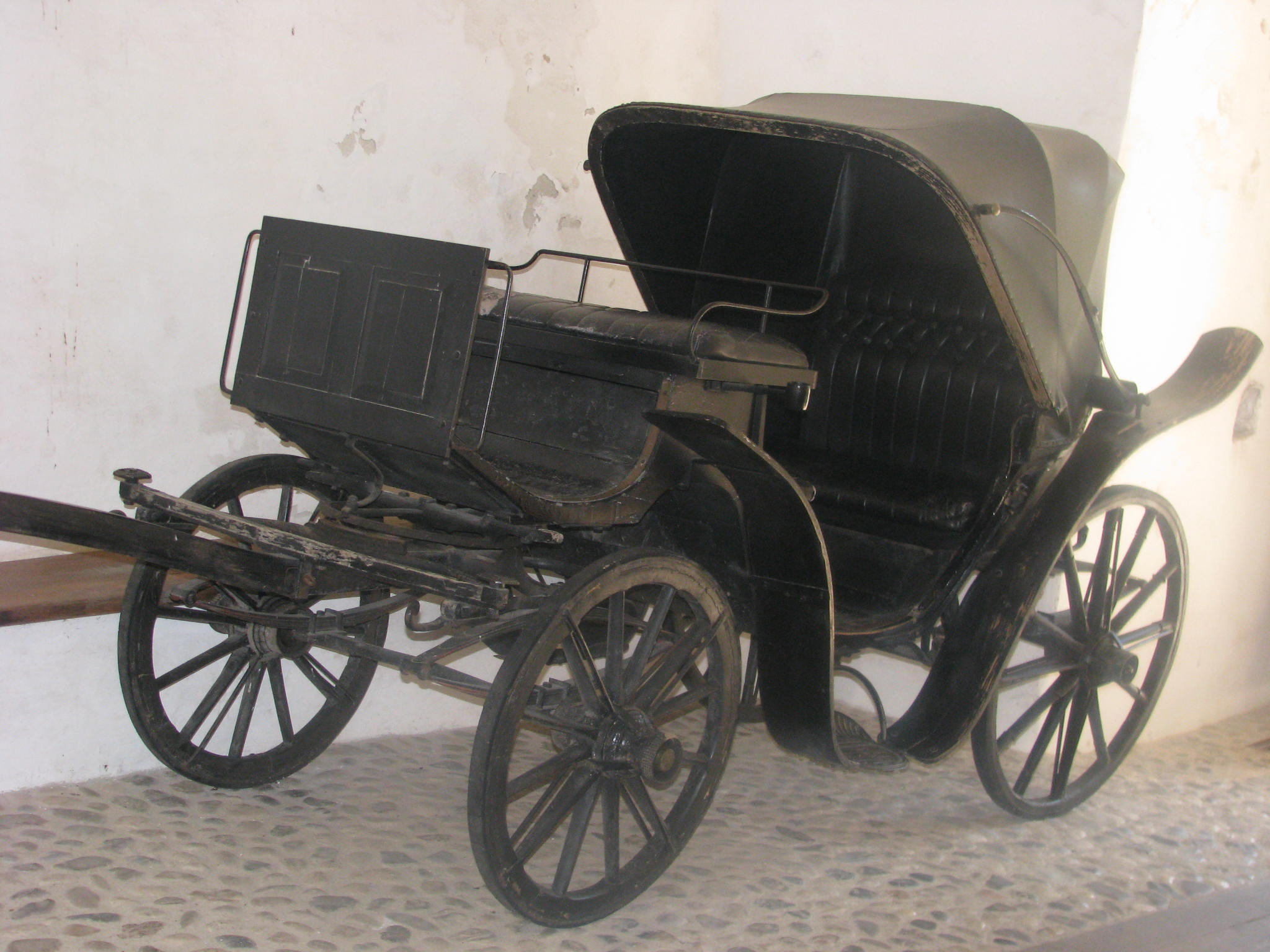
Vierrädrige Kalesche

Als Kalesche wurde ursprünglich ein mit einem einzelnen Pferd als Zugtier bespannter leichter vierrädriger Reisewagen mit Faltverdeck und Platz für bis zu vier Personen bezeichnet; später wurden Kaleschen auch zwei- und vierspännig gefahren.

## Etymologie
Das Wort „Kalesche“ stammt wahrscheinlich vom slawonischen Wort kolasa oder kolossnitza, es könnte aber auch entlehnt sein entweder aus tschechisch kolesa oder aus polnisch bzw. kolasa, (landschaftlich) kolosa ('Kutschwagen', eigentlich 'Räder'), Pluralbildung zu alttschechisch kolo, altpolnisch koło (‘Rad, Kreis’); vgl. altslawisch kolo 'Rad, Scheibe', im Plural kolesa (auch 'Wagen'). Die Bezeichnung hat Entsprechungen im Italienischen (calesse) und Französischen (calèche). 
Die erste dokumentierte Verwendung des Begriffs datiert aus der zweiten Hälfte des 16. Jahrhunderts. Die Erwähnung eines koleschenknechts – eines Hofkutschers – in einer pommerschen Hofordnung stammt aus dem Jahr 1575.
In den Tristien des Ovid findet man in älteren Ausgaben noch den Vers
gens inculta nimis vehitur crepitante colossa.
Das unzivilisierte Volk fährt mit der knarrenden Kalesche.
Die Stelle wurde inzwischen als unecht getilgt, beweist aber die Verbreitung des Wortes.

## Geschichte
Nach Krünitz ist eine Kalesche „ein leichter offener Wagen, der an statt eines gewöhnlichen Chaise-Kastens einen offenen Kasten auf dem Gestelle hat, worin noch gemeiniglich ein geflochtener Korb eingesetzt ist. Sie unterscheidet sich von einem gemeinen Wagen dadurch, dass sie zierlicher und bequemer mit ordentlichen Sitzen gebauet, auch angestrichen ist.“ Stets zeichnet eine Kalesche sich durch ein Klappverdeck aus.
Die Kalesche durchlief mehrere aufeinanderfolgende Entwicklungen. In ihrer endgültigen Form im 19. Jahrhundert war die Kalesche ein elegantes, offenes Pferdefuhrwerk mit einem faltbaren Verdeck, vier Rädern und vier gegenüberliegenden Sitzplätzen. Ihr "bootsförmiger" Aufbau war auf Federn vom Typ "Pinzette" montiert. Der Kutschbock war aus Holz oder Eisen.
Es war ein Fahrzeug, das hauptsächlich für Spazierfahrten in der schönen Jahreszeit genutzt wurde. Die Kalesche erfreute sich besonders im 18. und 19. Jahrhundert großer Beliebtheit. Sie wurde vor allem als komfortables Reisefahrzeug genutzt, aber auch für repräsentative Zwecke eingesetzt. Ihre leichte Bauweise und das Faltverdeck machten sie besonders praktisch für längere Fahrten. 
Im 19. Jahrhundert, insbesondere in Paris, war es Mode, die Kalesche "à la d'Aumont" anzuspannen: Vier oder sechs Pferde, wobei die linken jeweils von einem Postillon geritten wurden, und daher kein Kutscher.
Die englische Kalesche, offen und oft mit Satin gepolstert, war das Privileg von Mitgliedern der wohlhabenden Gesellschaft. 
Gegen Ende des 18. Jahrhunderts entwickelte sich aus der Kalesche die Barouche, ausgestattet mit acht Federn. Diese war eine luxuriösere Variante, die besonders in Frankreich, Deutschland und Großbritannien Verbreitung fand. Die Kalesche wurde außerdem von einer modernisierten Form des Landauers abgelöst, ebenso von Kutschen des Typs Viktoria oder Milords.
Mit der Erfindung des Automobils ging die Nutzung von Kaleschen stark zurück: In den Industrieländern wurden Pferdekutschen schnell durch motorisierte Fahrzeuge ersetzt. Die handgefertigte Produktion von Luxuskutschen kam zum Erliegen, wie das Beispiel der Schweizer Wagenfabrik Carrosserie Kauffmann, Reinbolt & Christe in Basel zeigt.

## Wirkungsgeschichte
Das Klappverdeck des Fahrzeuges inspirierte die Modeschöpfer, auch eine bestimmte Sorte Hut mit klappbarer Krempe als Calèche zu bezeichnen.